# Couillet (Automobilhersteller)
Couillet war ein französischer Hersteller von Automobilen.

## Unternehmensgeschichte
Das Unternehmen aus Saint-Ouen begann 1919 mit der Produktion von Automobilen. Der Markenname lautete Électricar. 1924 endete die Produktion.

## Fahrzeuge
Im Angebot stand das Modell Auto Bijou. Dies war ein Dreirad mit einzelnem Vorderrad. Eine Quelle bezeichnet es als Cyclecar. Die offene Karosserie bot Platz für eine Person. Für den Antrieb sorgte ein Elektromotor, der je nach Quelle 0,5 PS oder 2,5 PS leistete. Die Höchstgeschwindigkeit war mit 12 km/h angegeben, und die Reichweite mit 50 km.